# بوکوویتس ناد پیلیتسان
بوکوویتس ناد پیلیتسان (به لهستانی:  Bukowiec nad Pilicą) یک روستا در لهستان است که در گمینا منگشکوو واقع شده‌است.